# Саксония-Кобург-Айзенах
Саксония-Кобург-Айзенах (на немски: Fürstentum; Herzogtum Sachsen-Coburg-Eisenach) e ернестинско херцогство през 1572 – 1596 и 1633 – 1638 г. в днешните Бавария и Тюрингия от род Ернестинските Ветини.

## История
През 1572 г. с Ерфуртския договор Кобург и Айзенах са отделени от територията на херцогство Саксония-Ваймар и са дадени на двамата сина на Йохан Фридрих II „Средния“ – Йохан Казимир и Йохан Ернст като собственост. Така се създава краткотраещото княжество Саксония-Кобург-Айзенах (да не се бърка с по-късното херцогство Саксония-Кобург и Гота). То е управлявано номинално заедно от двамата братя Йохан Казимир и Йохан Ернст. Понеже двамата са още непълнолетни се създава регентство, ръководено от Албертинския курфюрст Август от Саксония.
През 1586 г. двамата братя поемат сами управлението. През 1596 г. територията се разделя отново: Йохан Казимир управлява сам в Саксония-Кобург, а за Йохан Ернст се отделят западнотюрингски територии и служби като самостоятелно херцогство Саксония-Айзенах. Йохан Ернст става така първият херцог на Саксония-Айзенах.
Йохан Ернст се оттегля скоро след отова в неговия ловджийски дворец в Марксул и през 1590 г. се отказва за пет години от участието си в управлението на страната Саксония-Айзенах. Йохан Казимир умира бездетен през 1633 г. и Йохан Ернст го наследява и управлява двете държави в персоналунион, но запазва резиденцията си в Айзенах. Още веднъж за кратко Кобург и Айзенах са обединени. През 1638 г. Йохан Ернст умира бездетен и линията на херцозите на Саксония-Кобург-Айзенах се прекъсва отново. Страната е разделенена между двете съществуващи тогава ернестиниски линии Саксония-Ваймар и Саксония-Алтенбург.
Саксония-Ваймар и Саксония-Кобург след това не са никога повече заедно в обща държава.